# Џонатан Едвардс
Џонатан Едвардс (енгл. Jonathan Edwards; Лондон, 10. мај 1966) је бивши британски атлетичар и актуелни светски рекордер у троскоку. 
Едвард је олимпијски победник и шампион Комонвелтских игра, као и победник Европског и Светског првенства. Власник је светског рекорда у троскоку од 1995. који износи 18,29 м. Његов рекордни скок од 18,43 метра из 1995. је поништен због ветра. Повукао се 2003. као најуспешнији Британски атлетичар икада. Освојио је укупно 12 златних, 5 сребрних и 3 бронзаних медаља на највећим европским и светским такмичењима. 

## Приватни живот
Ожењен је супругом Алисон са којом има двоје деце, Нејтана и Сема, са којима живи у Њукаслу. Едвардс је 2007. године изјавио да је изгубио веру у Бога и да је постао атеиста.